# 2016年11月越南熱帶低氣壓
2016年11月越南熱帶低氣壓在越南造成嚴重的水災。11月3日日本氣象廳認定其增強為熱帶低氣壓。其環境利於熱帶氣旋發展，日本气象厅一度预测增強為热带风暴，但最終仍以熱帶低氣壓的強度影響越南，而聯合颱風警報中心認為只有熱帶擾動強度。雖然這個系統沒有達到熱帶風暴強度，但在越南發生水災，造成15人罹難以及6人失蹤。

## 气象历史
11月3日，日本气象局开始追踪一个十分鐘平均風速每小時55公里的热带低气压，这个熱帶低氣壓刚刚在马来西亚海岸形成。 到11月4日，聯合颱風警報中心開始追蹤該系統，此時其位於胡志明市東方343公里，環流中心有明確向外流通的對流。当时位於中低垂直風切變的海域，海面温度偏高，為適合熱帶氣旋發展的海域。
当天此系統的中心气压为1004百帕斯卡。不久後聯合排風警報中心发布了热带气旋形成警报，但第二天取消了热带气旋形成警报，此時由於垂直風切變增加，使系统減弱，同時接近陆地。不久後此系統登陸於越南南部的平順和巴地頭頓，并继续向西移动。日本氣象廳在11月6日早上停止發報。

## 影响

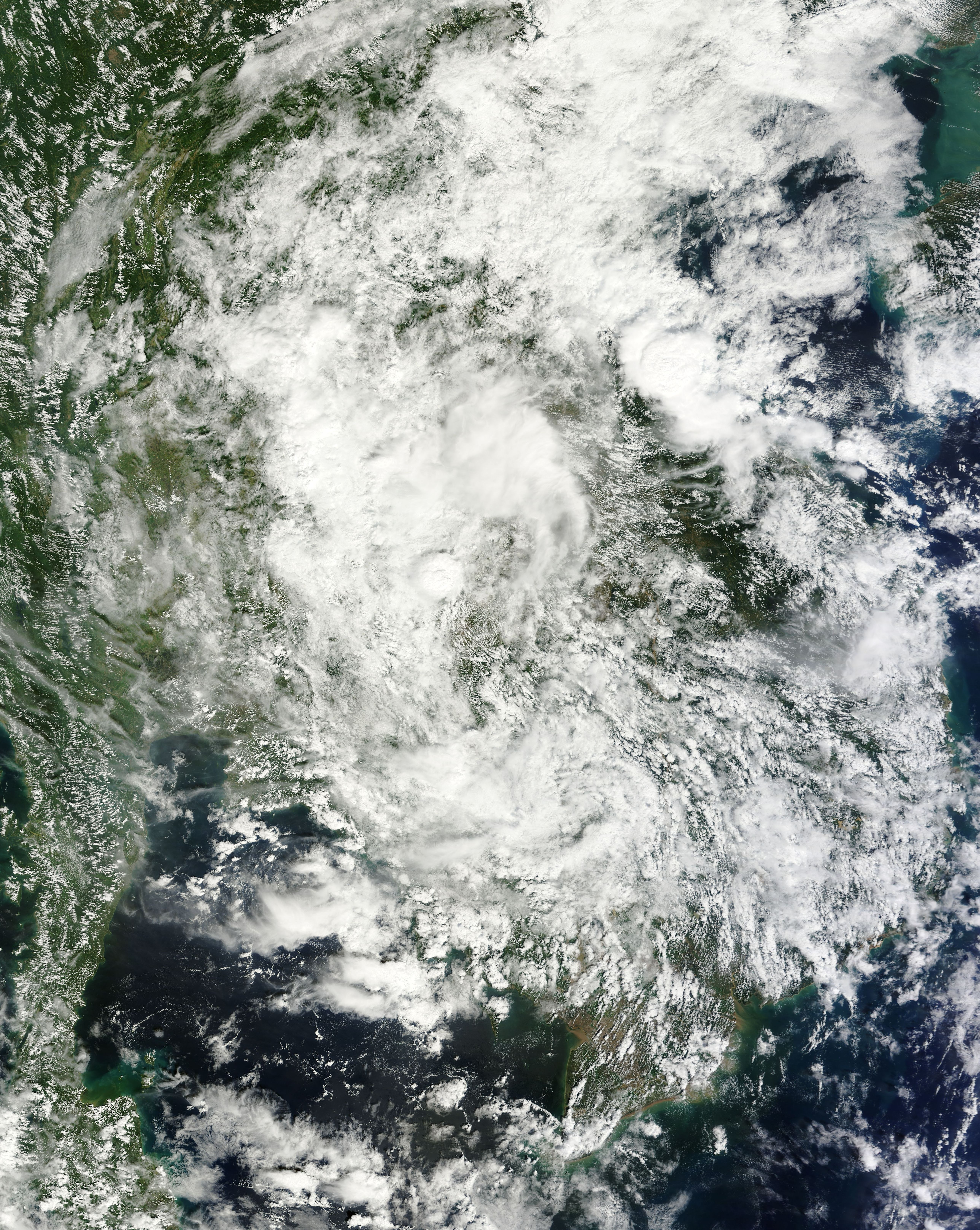
11月7日中南半島及此熱帶氣旋的殘餘低壓

在十月份越南就已發生水災，造成至少11人罹難，其中7人来自廣平省。在行成後不久便與東北季風產生共伴效應，在越南大部分地区造成洪水。12个省共有42,100棟房屋受到損壞，另有40,000棟房屋被淹。 另外，有12,000公顷的农作物受到破坏，40,000头牛和家禽被淹死。在11月3日，廣平省已有2人失踪和7人受伤。 在河靜省、廣平省及廣治省共有20,000個家庭被淹，低窪地區有485個家庭撤離。 此外，有六個大壩洩洪，以防止潰堤。根據媒體報導，富安省的损失最大，有3370億越南盾。洪水冲走了道路上的25万立方公尺的土壤，同时也摧毀的15座桥梁。根據媒體報導，道路損毀的损失为4,980亿越南盾。在富安省需要紧急援助1000吨稻米和一噸以上的药品和医疗用品。受災一週后，庆和省需要2260亿越南盾的援助資金，而富安省需要1050亿越南盾道路修復资金。此系統至少造成15人罹難，總損失為1.073兆越南盾 。